# Antrophyum semicostatum
Antrophyum semicostatum är en kantbräkenväxtart som beskrevs av Bl. Antrophyum semicostatum ingår i släktet Antrophyum och familjen Pteridaceae. Inga underarter finns listade.